# U-Bahnhof Turati
Der U-Bahnhof Turati ist ein unterirdischer Bahnhof der U-Bahn Mailand. Er befindet sich auf der Linie M3 unter der Via Filippo Turati, nach der er benannt wurde.

## Geschichte
Der U-Bahnhof Turati gehört zum ersten Teilstück der Linie M3 (Centrale–Duomo), das am 3. Mai 1990 in Betrieb genommen wurde. Zu der Zeit wurde die Strecke erstmal nur von einem Shuttleservice bedient, der wenige Monate später (am 16. Dezember) bis zum U-Bahnhof Porta Romana verlängert wurde. Die komplette Inbetriebnahme mit vollem Takt fand am 12. Mai 1991 statt.

## Lage
Der Bahnhof befindet sich in unterirdischer Lage unter der Via Turati. Wie jeder Bahnhof des zentralen Teilstücks der Linie M3 hat der Bahnhof zwei Gleise in zwei übereinander liegenden Tunneln, der obere in Richtung Norden (Comasina), der untere in Richtung Süden (San Donato). Dementsprechend liegen auch die zwei Bahnsteige übereinander. Die architektonische Ausstattung wurde wie bei allen Bahnhöfen der Linie M3 von den Architekten Claudio Dini und Umberto Cappelli gestaltet.

## Anbindung
Am U-Bahnhof bestehen Umsteigemöglichkeiten von der Linie M3 zur Straßenbahnlinie 1 der Azienda Trasporti Milanesi sowie zu einigen Buslinien.
| Linie | Verlauf |
| ----- | --- |
|       | Comasina – Affori FN – Affori Centro – Dergano – Maciachini – Zara – Sondrio – Centrale FS – Repubblica – Turati – Montenapoleone – Duomo – Missori – Crocetta – Porta Romana – Lodi TIBB – Brenta – Corvetto – Porto di Mare – Rogoredo FS – San Donato |